# Doopsgezinde kerk (Wormerveer)
De doopsgezinde kerk (ook vermaning) aan de Zaanweg 57 te Wormerveer is een rijksmonumentaal kerkgebouw (monument nr. 40031) in de Nederlandse provincie Noord-Holland.

## Geschiedenis
De Doopsgezinde kerk dateert uit 1831 en architect is Hendrik Springer (1805-1867). Deze kerk behoort toe aan de "Vereenigde Doopsgezinde Gemeente Wormerveer". De kerk is in de plaats gekomen van eerdere Doopsgezinde kerken in Wormerveer.
In de kerk bevindt zich een Flaes Brûnjes orgel van rond 1850.

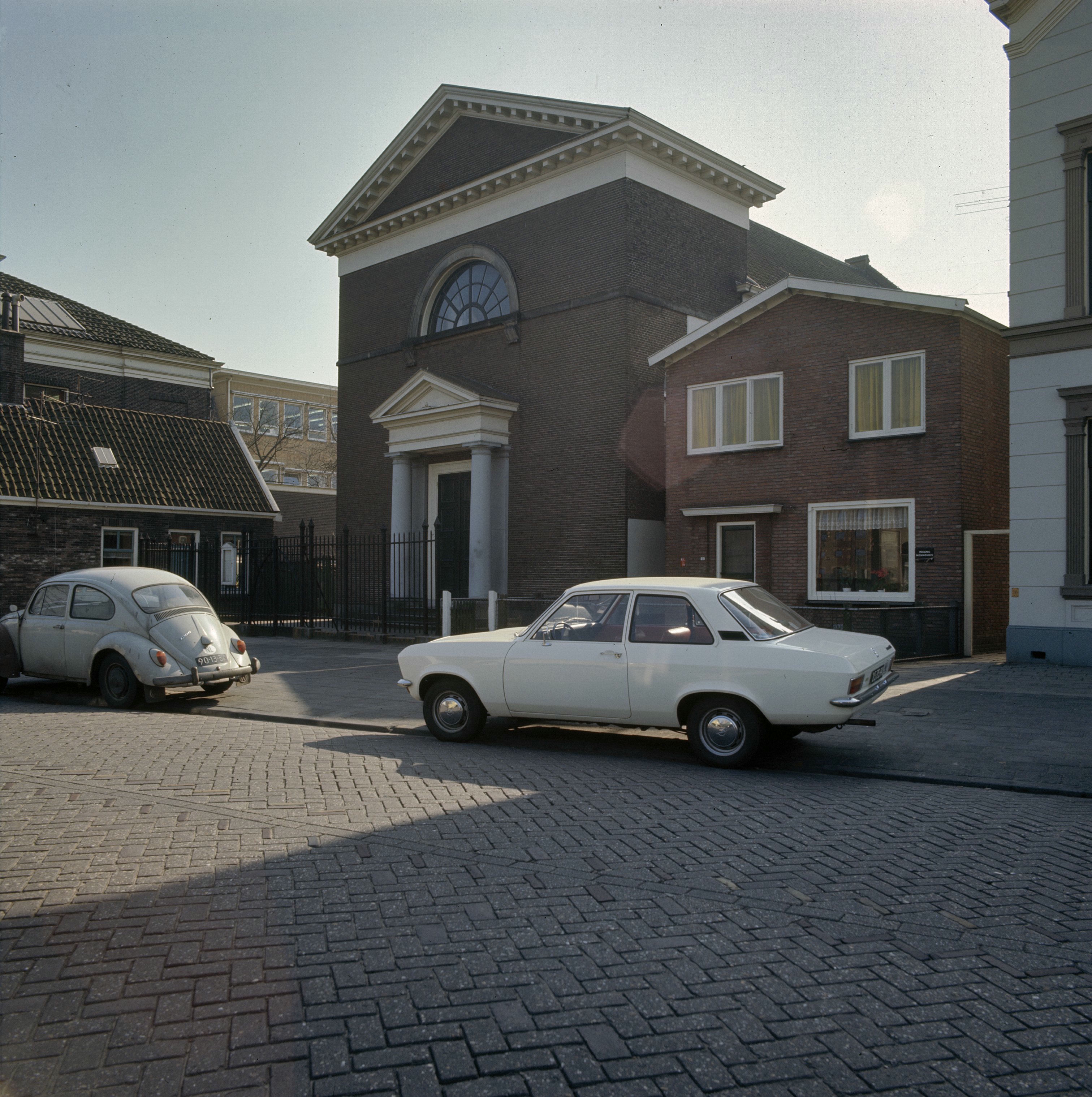
Doopsgezinde kerk aan de Zaanweg 57
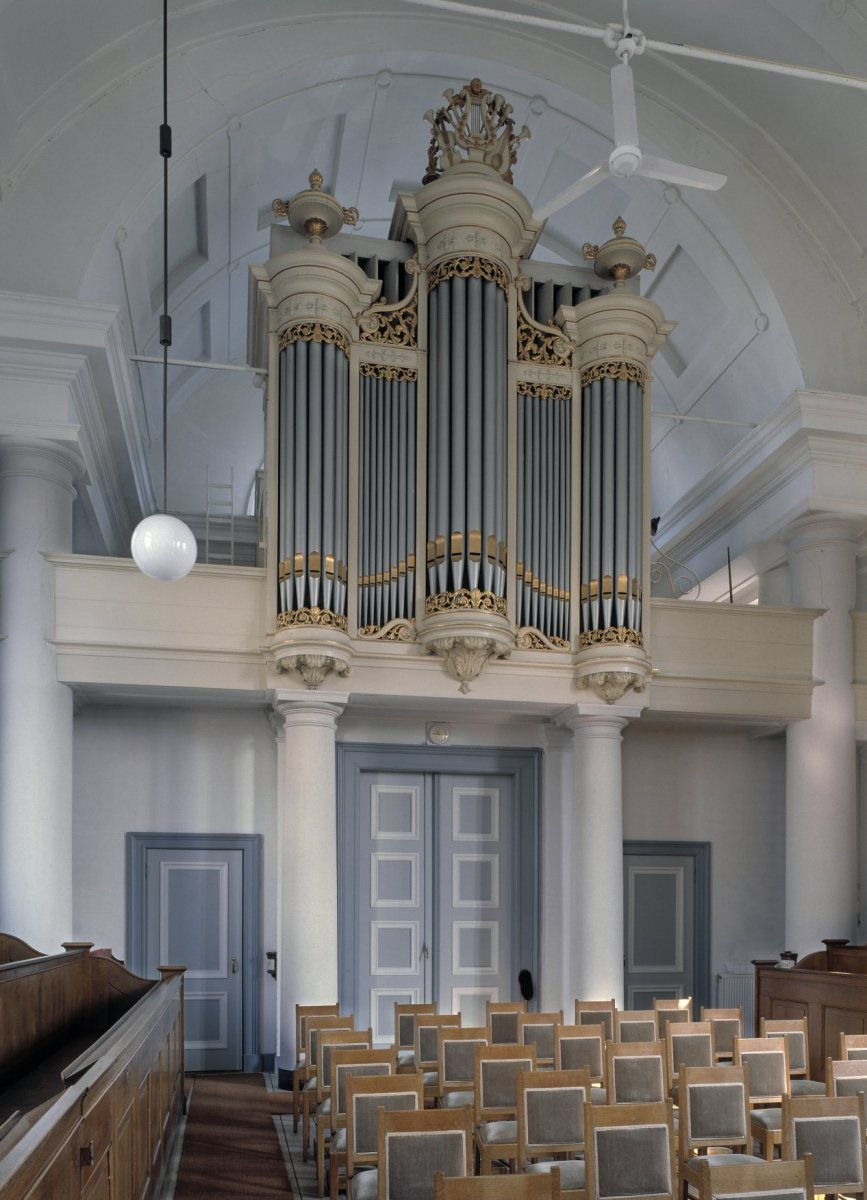
Flaes Brûnjes orgel in de Doopsgezinde kerk